# Klubówka
Klubówka – półlegalna publikacja zwarta zawierająca utwór fantastyczny przetłumaczona bez zgody autora na język polski i wydana metodą małej poligrafii. Klubówki były wydawane od drugiej połowy lat 70. do końca lat 80. w PRL, najczęściej przez lokalne kluby fanowskie i rozprowadzane poza oficjalnym obiegiem księgarskim wśród fanów fantastyki, np. na konwentach czy spotkaniach klubowych. Wydawnictwa te czasem określa się mianem trzeciego obiegu.
Półlegalność polegała na tym, że pozycje oficjalnie wydawano jako materiały „Do użytku wewnętrznego” w nakładzie do 100 egzemplarzy, na co pozwalały ówczesne przepisy krajowe, natomiast wydawca nie uzyskiwał zgody na tłumaczenie bądź użytą grafikę od właścicieli praw autorskich. Prawdziwe nakłady wydawnictw były przeważnie niewielkie, od nawet kilku do kilkuset, rzadko kilku tysięcy egzemplarzy. Zdarzało się, że jeden tytuł był wydawany w kilku wersjach okładkowych.
Za pierwsze tego rodzaju druki uznaje się pisma wydane pod egidą OKMFiSF – w 1977 ukazała się antologia pisarzy bloku wschodniego Odkrywanie planety. Największe natężenie wydawania tego rodzaju pozycji przypada na drugą połowę lat 80. Wydawano tytuły najbardziej wtedy pożądane, a nieobecne na oficjalnym rynku wydawniczym, np. książki z cyklu Gwiezdnych wojen czy prozę o Conanie Roberta E. Howarda, które zdobyły popularność po niedawnych premierach filmowych.
Tłumaczeniami zajmowały się osoby nieprofesjonalne, absolwenci lub studenci kierunków ścisłych, czasem przypadkowe osoby ze znajomością języka, co często skutkowało bardzo niskim poziomem przekładów. W tego rodzaju wydawnictwach debiutowali jednakże uznani później tłumacze, np. Michał Jakuszewski i Zbigniew A. Królicki (lekarze z zawodu), Jarosław Kotarski (prawnik), Radosław Kot (socjolog), Robert Reszke i Robert J. Szmidt.